# Valerie Solanas
Valerie Solanas (Ventnor City, Nova Jersey, 1936 - San Francisco, 1988) va ser una psicòloga estatunidenca, feminista radical, coneguda per la seva obra com a guionista, dramaturga i escriptora, d'estil pop i transgressor i, en particular, com l'autora del Manifest de l'Organització per a l'Extermini dels Homes.

## Biografia
Valerie Solanas nasqué l’any 1936 a Ventnor City, New Jersey. El seu pare fou Louis Solanas, nascut a Montreal i d'ascendència espanyola. Ell regentava un bar, mentre que la mare de la Valerie, Dorothy Mary Biondo, era auxiliar dentista i d’ascendència italo-americana provinent de Gènova i Sicília.
Segons ella mateixa explicà Valerie Solanas sofrí abusos sexuals per part del seu pare. Els seus pares es divorciaren quan ella era molt jove i la seva mare es tornà a casar. Valerie mai aprovà el seu padrastre. L’any 1949 la seva mare l'envià a viure amb els seus avis. Segons explica la mateixa Valerie, el seu avi era alcohòlic, la maltractava i també va abusar sexualment d’ella. Quan Valerie complí els quinze anys marxà de casa i esdevingué una sense llar.
Valerie Solanas declarà obertament que era lesbiana l’any 1950.
Després de graduar-se en psicologia al College Park de la Universitat de Maryland es traslladà a Berkeley on escrigué el seu famós Manifest SCUM.
A Nova York va conèixer Andy Warhol, que al seu llibre Popism la defineix com a «interessant i divertida». Ella li va donar una proposta de guió titulat Up your ass. Solanas va insistir durant molt de temps perquè, ja que ell no volia dirigir la pel·lícula, almenys li tornés el guió, però Warhol l'havia perdut. Sembla que ella va continuar assetjant-lo fins a la persecució i fins i tot va intentar assassinar-lo disparant-lo amb una pistola l'any 1968. S'havia maquillat per a l'ocasió i tenia tota «l'escenografia» ben pensada. Warhol va sobreviure, però va decidir portar armilla la resta de la seva vida.
El 3 de juny de l’any 1968 Valerie Solanas tornà a The Factory, l'estudi de l’Andy Warhol, i li disparà. També atemptà contra el seu manager i el crític d’art Mario Amaya. Valerie s’entregà ella mateixa a la policia i fou acusada d'intent d'homicidi i possessió il·legal d’armes. Finalment, a causa del seu diagnòstic psiquiàtric que dictaminava que sofria esquizofrènia, tan sols fou condemnada a tres anys de presó.
Abans de morir Valerie Solanas pretenia escriure la seva autobiografia. En una entrevista de l’any 1977 oferta pel Village Voice ella anuncià un llibre amb el seu nom com a títol.
A finals dels anys 70 d’acord amb Heller, Valerie era una sense llar i continuava defensant les seves creences polítiques exposades al Manifest SCUM.
Els darrers anys de Valerie Solanas van estar marcats per la depressió i estigué internada diverses vegades en hospitals psiquiàtrics. Morí l’any 1988 a causa d’una pneumonia a San Francisco.

## Cultura popular
Solanas es convertí en una icona pop i, per a alguns artistes de diversos estils, en una mena de màrtir. Solanas i la seva obra han inspirat obres artístiques i creadors com:
- La pel·lícula Jo vaig disparar a l'Andy Warhol (en anglès, I shot Andy Warhol), de l'any 1996
- L'article «L'Humanité, second stade» de l'assagista francès Michel Houellebecq
- The Dream Faculty és una novel·la basada en la vida de Valerie Solanas que va escriure el 2007 la sueca Sara Stridlsberg i per la qual va rebre el Premi de la Literatura del Consell Nòrdic
- El nom de la formació musical belga de música indie rock The Valerie Solanas
- Les cançons «I believe» de Lou Reed i John Cale
- «Tract for Valerie Solanas», del duo de música electrònica experimental Matmos
- «Society for Cutting Up Men» de la banda anglesa de punk Big in Japan
- «Mr & Mrs Solanas» del cantautor anglès Luke Haines
- «Valerie Solanas» del disc Comanchería del grup de rap Los Chikos del Maíz[4]

## Referències

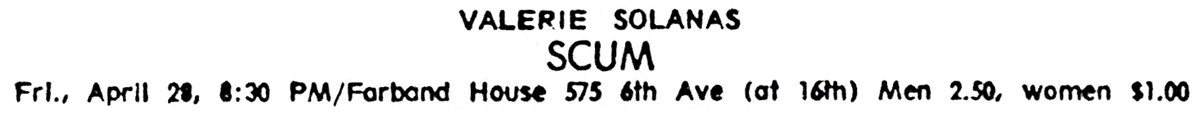
Anunci a la premsa - Abril 1967